# Муке по Мати
Муке по Мати је југословенски филм први пут приказан 10. јула 1975. године. Режирао га је Лордан Зафрановић који је са Мирком Ковачем написао и сценарио.

## Радња
Мате је радник бродоградилишта у Сплиту. Пореклом је из далматинског залеђа гдје му још живе жена Маре и стара мајка, покушава се афирмисати као боксер. Истовремено, његов млађи брат Лука, чија је животна нит водиља сексуална пожуда и који сања о одласку у Немачку, упушта се у страсну љубавну везу с младом Ором, коју је до тад сексуално узбуђивао само њен поочим за којег је мислила да јој је отац.

## Улоге
| Глумац          | Улога                             |
| --------------- | --------------------------------- |
| Борис Каваца    | Мате                              |
|                 | Ора                               |
| Жарко Радић     | Лука                              |
| Божидарка Фрајт | Маре                              |
| Мирко Боман     | Јозо, председник боксерског клуба |
| Хермина Пипинић | Рахела                            |
| Тана Масцарелли | Мајка                             |
| Иван Пребег     | Боксерски тренер                  |
| Манца Кошир     | Девојка                           |
| Тана Маскарели  | Мајка                             |

## Награде
- Пула 75' - Награда филмске критике Milton Manaki; Награда листа Младост Лордану Зафрановићу; Награда подузећа Фото Карпу Аћимовићу Години[4]
- Ниш 75' - Царица Теодора, 1. награда за главну женску улогу Божидарки Фраит;[5] Награда Народних новина за најбољу насихронизацију Лели Маргетић[4]
- Авелино 76' - Laceno d'oro Божидарки Фрајт[4]